# Mario Abrante
Pedro Mario Álvarez Abrante (Los Realejos, Santa Cruz de Tenerife, Canarias, España, 2 de febrero de 1982), más conocido como Mario Abrante, es un exfutbolista español. Jugaba como defensa central y actualmente es director deportivo del club Atlético de San Luis de la Liga MX.

## Trayectoria
Se formó en la U. D. Longuera Toscal, club de su barrio. Debuta en Primera División con el Real Valladolid y a las órdenes de Pepe Moré, el 4 de noviembre de 2001 (partido Real Valladolid - Villarreal C.F.). Tras su paso por el Real Betis Balompié emigra a la liga de Azerbaiyán donde jugó en el FK Baku. En agosto de 2014 se desvincula del club y ficha por el Real Zaragoza volviendo al fútbol español en la Segunda División.
Formación en la U. D. Longuera-Toscal
Mario se inició jugando al fútbol en el equipo de su barrio, la Unión Deportiva Longuera-Toscal, en el Municipio de Los Realejos. Jugó hasta los 16 años, edad en la que fue captado para las categorías inferiores del Atlético de Madrid, tras disputar un torneo de selecciones autonómicas en tierras peninsulares.
Cantera del Atlético de Madrid
Para proseguir su carrera como futbolista Mario tuvo que viajar a Madrid y jugar en las categorías inferiores del Atlético de Madrid. Comienza jugando de delantero hasta que su entrenador, ante las numerosas bajas, decide colocarlo en el centro de la zaga. Cuaja grandes actuaciones y desde ese momento empieza a destacar como un central rápido y con un buen trato al balón. Es entonces cuando empieza a ser convocado por las categorías inferiores de la selección española.
La temporada 2000-2001 juega en 2.ª División B con el Atlético de Madrid B, disputando un total de 28 encuentros.
Real Valladolid
En el año 2001, Mario da el salto al fútbol profesional fichando por el Real Valladolid. Debuta el 4 de noviembre. Jugará en el equipo vallisoletano las temporadas 2001-02 y 2002-03. En estos años coincide con jugadores de la talla de Caminero y Eusebio Sacristán (este último jugará un papel muy importante para fichar por el FC Barcelona en el verano del 2003).
Volvería a Valladolid, cedido por el FC Barcelona, durante las temporadas 2004/05 y 2005/06 para competir en la división de plata del fútbol español.
F. C. Barcelona
En el año 2003, Mario, firma como jugador del F. C. Barcelona un contrato por 4 temporadas, portando el dorsal 16 en su camiseta.
Con Frank Rijkaard en el banquillo culé, el central tinerfeño jugó un solo partido de liga y otro de la Copa de la UEFA. Pese a contar con el aval de Eusebio Sacristán no entró en los planes de Rijkaard y regresó a Valladolid en calidad de cedido durante dos temporadas. Sus buenas campañas en Pucela llevaron a Mario de vuelta a la máxima categoría.
Recreativo de Huelva
Tras su paso por segunda división, el zaguero fichó en 2006/2007 por el Recreativo de Huelva a las órdenes de Marcelino García Toral. Realiza una gran temporada a nivel particular y también colectivo lo que lleva a que varios equipos de primera se fijen en él.
Getafe C. F.
El presidente del Getafe, Ángel Torres, ofrece a Mario un contrato por 4 Temporadas y empieza una de las etapas más estables para el jugador tinerfeño. Llegando incluso a jugar competición europea en la temporada 2008.
Real Betis Balompié
El 8 de junio de 2011 pasó el reconocimiento médico en Sevilla para ingresar en las filas del Real Betis Balompié. Jugará dos temporadas en el equipo verdiblanco, contribuyendo (en su último año) a la clasificación del equipo para la Europa League.
F. K. Baku
Tras no llegar a un acuerdo de renovación con el Real Betis Balompié, Mario decide aceptar la oferta del FK Baku de Azerbaiyán, con Milinko Pantić de entrenador. Formaliza un contrato por dos temporadas. Sólo llegará a jugar una de ellas ya que por problemas con el club, decide rescindir su contrato y volver al fútbol español. En total disputó 33 partidos marcando 2 goles.
Real Zaragoza
Mario regresa al fútbol español gracias a la oferta del Real Zaragoza, firmando un contrato por dos temporadas. El 14 de agosto de 2014 pasa reconocimiento médico y es presentado ante su afición el 18 de agosto. Su debut oficial se produce en el encuentro Real Zaragoza-Osasuna (1-1), correspondiente a la 2.ªjornada de la Liga Adelante. El tinerfeño se convirtió en una pieza importante de la defensa zaragocista, a pesar de que las lesiones se cebaron con el jugador durante el transcurso de la temporada. Pese a ello completó la temporada con 29 partidos jugados (42 jornadas) más los cuatro partidos de playoff en el que fue titular. En total 33 partidos acumulando un total de 2.555 minutos.
La segunda temporada comienza con problemas físicos, lo cual lleva a plantear un tratamiento médico agresivo y diferente para intentar acabar con ellos. El futbolista es sometido a un tratamiento especial, específico y personalizado, que tutela el doctor Mikel Sánchez en su consulta de Vitoria. Este prestigioso traumatólogo alavés es pionero en aplicar la medicina biológica como terapia sanadora de lesiones, tanto puntuales como crónicas, en deportistas de alto nivel. Dicho tratamiento le mantiene en el dique seco durante 4 meses. El cambio de técnico y la falta de minutos dejan a Mario en segundo plano varias jornadas. El 3 de marzo de 2016, ante la falta de minutos, el jugador acuerda con el club rescindir su contrato. Su destino Tailandia.
Muangthong United F.C.
Debuta en la 2ª jornada de la Liga Premier de Tailandia el 9 de marzo de 2016, con victoria por 2-0 frente al Bangkok Glass FC.
Se proclaman Campeones de Liga y Copa. La gran campaña realizada hace que el Club le renueve por una temporada más aunque en febrero de 2017 la directiva decide traspasarlo al Bec Tero Sasana F.C.
Bec Tero Sasana F.C.
Llega al Club, con sede en Bangkok, el 8 de febrero de 2017.
Atlético de San Luis
El 12 de diciembre de 2017 firma con el club mexicano para jugar el Torneo Clausura del Ascenso MX. A pesar de no conseguir el objetivo del Ascenso el club le ofrece la renovación por un año más.
En el torneo Apertura 2018, el equipo terminó en la quinta posición con 23 puntos. En la liguilla el Atlético de San Luis enfrentó a los Cimarrones de Sonora en cuartos de final, el partido de ida se efectuó en el Estadio Alfonso Lastras Ramírez con marcador de 0-0. La vuelta se realizó en el Estadio Héroe de Nacozari con marcador de 1-3 en favor del conjunto potosino, accediendo así a semifinales con un marcador global de 3-1. En las semifinales el equipo enfrentó a los Potros de Hierro del Atlante, el juego de ida en el Estadio Alfonso Lastras Ramírez, el conjunto potosino venció a los Potros con un contundente marcador de 3-0. En la vuelta los locales vencieron por un marcador de 2-0, aunque el Atlético de San Luis avanzó con marcador global de 3-2. Ya en la gran final, el Atlético de San Luis enfrentó a los Dorados de Sinaloa, en una revancha de la final del 2015. En el partido de ida, el cuadro sinaloense se impuso por marcador de 1-0. Ya para la vuelta, el equipo potosino remonto tras ir perdiendo dos veces, y logrando el triunfo en los tiempos extras, por marcador global de 4-3, consiguiendo así su primer título en el Ascenso MX y medio boleto para ascender a la Liga Bancomer MX.
El 5 de mayo de 2019, el Atlético de San Luis consiguió el ascenso a la Liga Bancomer MX, luego de coronarse bicampeón invicto en el Clausura 2019 en una final repetida contra Dorados de Sinaloa por global de 2-1 en la prórroga. Gracias al gol de Unai Bilbao, se logró el objetivo de tener fútbol de Primera División en San Luis.

## Selección nacional
Ha sido internacional en categorías inferiores con la selección de fútbol de España (sub-16, sub-17, sub-18 y sub-21). Participando, entre otras competiciones, en el Campeonato Europeo Sub-16 de la UEFA celebrado en Chequia (1999) donde se proclamó campeón. También disputó la Copa Mundial de Fútbol Sub-17 (1999) celebrada en Nueva Zelanda.

## Clubes
| Club                       | País       | Año       |
| -------------------------- | ---------- | --------- |
| C. P. Amorós               | España     | 1999-2000 |
| Atlético de Madrid "B"     | España     | 2000-2001 |
| Real Valladolid C. F.      | España     | 2001-2003 |
| F. C. Barcelona            | España     | 2003-2004 |
| Real Valladolid C. F.      | España     | 2004-2006 |
| R. C. Recreativo de Huelva | España     | 2006-2007 |
| Getafe C. F.               | España     | 2007-2011 |
| Real Betis                 | España     | 2011-2013 |
| F. K. Baku                 | Azerbaiyán | 2013-2014 |
| Real Zaragoza              | España     | 2014-2016 |
| Muangthong United F. C.    | Tailandia  | 2016-2017 |
| BEC Tero Sasana            | Tailandia  | 2017      |
| Atlético de San Luis       | México     | 2018-2020 |

#### Campeonatos nacionales
| Título             | Club                   | País      | Año           |
| ------------------ | ---------------------- | --------- | ------------- |
| Liga y Copa        | Muangthong United F.C. | Tailandia | 2017          |
| Ascenso MX         | Atlético San Luis      | México    | Apertura 2018 |
| Ascenso Mx         | Atlético San Luis      | México    | Clausura 2019 |
| Campeón de Ascenso | Atlético de San Luis   | México    | 2019          |